# Calyptis idonea
Calyptis idonea är en fjärilsart som beskrevs av Stoll 1780. Calyptis idonea ingår i släktet Calyptis och familjen nattflyn. Inga underarter finns listade i Catalogue of Life.

## Bildgalleri

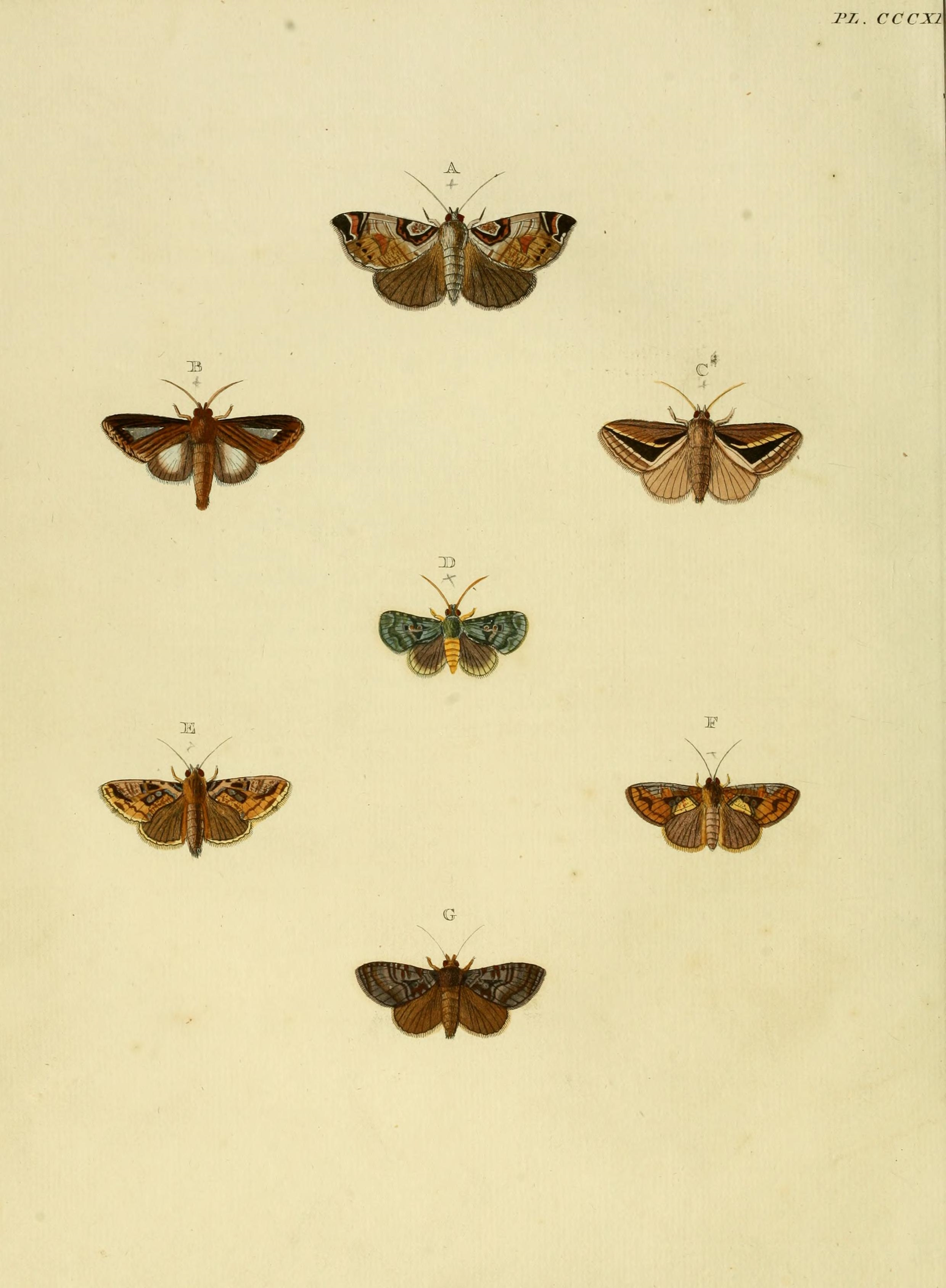